# Neurobiologie
Neurobiologie is de tak van de biologie (met name de dierfysiologie en de anatomie) die de werking van het zenuwstelsel bestudeert, wel op twee verschillende niveaus: een macro- en een microscopisch niveau. Deze twee niveaus hebben op hun beurt verschillende specifiekere sub-niveaus.

## Macroscopisch niveau

Is er wel of niet een driehoek?

Op macroscopisch niveau, waar wordt gekeken naar structuren en processen in de hersenen, heeft de neurobiologie veel overlap met de psychologie en de neurowetenschap. Onderzoeken waarin deze disciplines elkaar raken richten zich vooral op de functie van bepaalde anatomische structuren, en op de processen die daarmee geassocieerd worden (cognitieve psychologie en cognitieve neurowetenschappen). Een belangrijke structuur waar veel onderzoek naar verricht wordt is de hippocampus, die bijvoorbeeld een rol speelt in de werking van het ruimtelijk geheugen (waarmee je vanaf de supermarkt de weg terug naar huis vindt). Verder wordt er veel aandacht geschonken aan visuele perceptie: het verwerken van de dingen die je ziet in je omgeving. Een voorbeeld hiervan is de figuur hiernaast waarin de informatie uit het plaatje geïnterpreteerd wordt door de hersenen. Hierdoor zie je een duidelijke driehoek, terwijl deze er niet echt is (alleen een suggestie van een driehoek).

## Microscopisch niveau
Op microscopisch niveau wordt gekeken naar de transmissie (overdracht) tussen neuronen in een neuronaal circuit (neurotransmissie). Belangrijke eigenschappen van neurotransmissie die bestudeerd worden zijn de actiepotentiaal en de neurotransmitters. De actiepotentiaal is een teken dat een neuron geactiveerd wordt en een neurotransmitter is in staat om een actiepotentiaal te genereren. Onderzoek naar neurotransmitters heeft laten zien dat drugs de afgifte en afbraak van neurotransmitters beïnvloeden. Zo zorgt MDMA ervoor dat de afgifte van serotonine (5-HT) toeneemt. Door de effecten van gebruik te bestuderen kan gekeken worden naar de rol van serotonine in de hersenen. Hieruit blijkt bijvoorbeeld dat serotonine het geheugen aantast en daarnaast de gemoedstoestand van gebruikers beïnvloedt.